# Neoscona theisi carbonaria
Neoscona theisi là một phân loài nhện trong họ Araneidae.
Loài này thuộc chi Neoscona. Neoscona theisi carbonaria được Eugène Simon miêu tả năm 1909.

## Hình ảnh

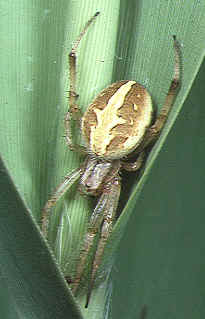
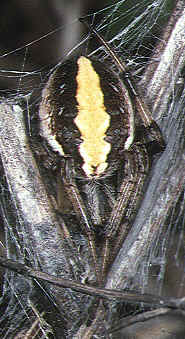
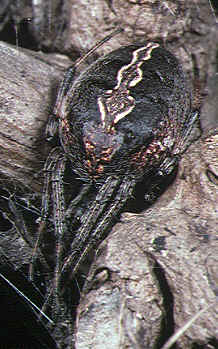
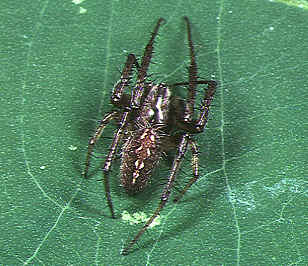